# Ole Ellefsæter
Ole Martin Ellefsæter (Furnes, 15 februari 1939 – Brumunddal, 18 oktober 2022) was een Noors langlaufer en atleet.

## Carrière
Ellefsæter was van 1960 tot en met 1965, zesmaal op rij Noors kampioen 3000 meter steeple, Ellefsæter nam deel aan de Europese kampioenschappen atletiek 1962 maar haalde daar niet de finale. Ellefsæter nam bij het langlaufen driemaal deel aan de Winterspelen en behaalde in 1968 de gouden medaille op de 50 kilometer en op de estafette. In 1966 werd Ellefsæter met de Noorse langlaufestafetteploeg wereldkampioen in eigen land.

## Belangrijkste resultaten

#### Olympische Winterspelen
| Editie | Plaats    | Resultaten                           |
| ------ | --------- | ------------------------------------ |
| 1964   | Innsbruck | 25e 15 km uitgevallen 30 km 8e 50 km |
| 1968   | Grenoble  | 50 km · estafette                    |
| 1972   | Sapporo   | 31e 30 km 10e 50 km                  |

### Wereldkampioenschappen langlaufen
| Jaar | Plaats    | Resultaten                           |
| ---- | --------- | ------------------------------------ |
| 1964 | Innsbruck | 25e 15 km uitgevallen 30 km 8e 50 km |
| 1966 | Oslo      | 15 km · 4e 30 km · estafette         |
| 1968 | Grenoble  | 50 km · estafette                    |
| 1972 | Sapporo   | 31e 30 km 10e 50 km                  |

1924: Thorleif Haug ·
1928: Per-Erik Hedlund ·
1932: Veli Saarinen ·
1936: Elis Wiklund ·
1948: Nils Karlsson ·
1952: Veikko Hakulinen ·
1956: Sixten Jernberg ·
1960: Kalevi Hämäläinen ·
1964: Sixten Jernberg ·
1968: Ole Ellefsæter ·
1972: Pål Tyldum ·
1976: Ivar Formo ·
1980: Nikolaj Zimjatov ·
1984: Thomas Wassberg ·
1988: Gunde Svan ·
1992: Bjørn Dæhlie ·
1994: Vladimir Smirnov ·
1998: Bjørn Dæhlie ·
2002: Michail Ivanov ·
2006: Giorgio Di Centa ·
2010: Petter Northug ·
2014: Aleksandr Legkov ·
2018: Iivo Niskanen ·
2022: Aleksandr Bolsjoenov
1936: Nurmela, Karppinen, Lähde, Jalkanen ·
1948: Östensson, Täpp, Eriksson, Lundström ·
1952: Hasu, Lonkila, Korhonen, Mäkelä ·
1956: Terentjev, Koltsjin, Anikin, Koezin ·
1960: Alatalo, Mäntyranta, Huhtala, Hakulinen ·
1964: Asph, Jernberg, Stefansson, Rönnlund ·
1968: Martinsen, Tyldum, Grønningen, Ellefsæter ·
1972: Voronkov, Skobov, Simasjov, Vedenin ·
1976: Pitkänen, Mieto, Teurajärvi, Koivisto ·
1980: Rotsjev, Bazjoekov, Beljajev, Zimjatov ·
1984: Wassberg, Kohlberg, Ottosson, Svan ·
1988: Ottosson, Wassberg, Svan, Mogren ·
1992: Langli, Ulvang, Skjeldal, Dæhlie ·
1994: Albarello, Vanzetta, De Zolt, Fauner ·
1998: Sivertsen, Jevne, Dæhlie, Alsgaard ·
2002: Alsgaard, Estil, Skjeldal, Aukland ·
2006: Valbusa, Di Centa, Piller Cottrer, Zorzi ·
2010: Richardsson, Olsson, Södergren, Hellner ·
2014: Nelson, Richardsson, Olsson, Hellner ·
2018: Tønseth, Sundby, Krüger, Klæbo ·
2022: Tsjervotkin, Bolsjoenov, Spitsov, Oestjoegov
- Bibsys: 90786691
- International Standard Name Identifier: 0000 0003 6303 6628
- MusicBrainz: abad33f6-5671-4e0d-a6d2-b9dd861dd94a
- Virtual International Authority File: 227644216